# Hermann Löher

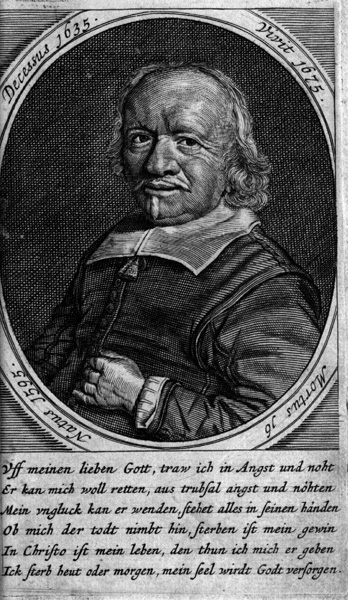
Hermann Löher, 1676

Hermann Löher (* 1595 in Münstereifel; † 12. November 1678 in Amsterdam) war ein rheinländischer Kommunalpolitiker. In der Gemeinde Rheinbach diente er als Bürgermeister, Stadtrat und Schöffe. Bekanntheit erlangte er durch seine Schrift gegen die Hexenverfolgung.

## Leben
Löher war der Sohn des Kaufmanns Gerhard Löher. Um 1600 hatte sich die politisch-wirtschaftliche Lage soweit verschlechtert, dass die Familie Löher nach Rheinbach im Erzbistum Köln übersiedelte. Als wohlsituierte Fernhändler gehörte die Familie von Anfang an zur Oberschicht von Rheinbach. Dass sein Vater Gerhard Löher 1610 bereits zum Bürgermeister gewählt wurde, lässt die Vermutung zu, er habe vorher schon einige Ämter innegehabt.
In Rheinbach besuchte Hermann Löher die örtliche Pfarrschule und übernahm mit 15 Jahren 1610 das väterliche Geschäft, als dieser Bürgermeister wurde. 1618 heiratete Hermann Löher Kunigunde Frembgen. Mit ihr hatte er acht Kinder. Ein Jahr nach seiner Heirat bekam Hermann Löher das Rheinbacher Bürgerrecht verliehen.
Nach dem Tod seines Vaters 1625 übernahm Löher nicht nur dessen Geschäfte, sondern auch alle öffentlichen Ämter. 1627 wurde er für ein Jahr Bürgermeister, 1631 Schöffe am örtlichen Gericht. Im Juni dieses Jahres fand in Rheinbach auch der erste Hexenprozess statt. Angeklagt werden in kurzer Folge mehrere Frauen, zu deren Prozessen der Amtmann Heinrich Degenhard Schall von Bell (ein Bruder von Adam Schall von Bell) den Hexenkommissar Franz Buirmann als Gutachter beruft.
Als 1636 auch Löhers Schwiegermutter angeklagt wurde, floh er mit seiner Familie nach Amsterdam und ließ sich dort als Kaufmann nieder. Dort konnte er nicht mehr den gesellschaftlichen Rang einnehmen, den er in Rheinbach innegehabt hatte. Als 1659 sein Freund Abraham Palingh, ein Täufer, ein Werk über Hexenverfolgungen und Hexenprozesse veröffentlichte, ließ er sich dazu überreden, seine Sicht der Dinge ebenfalls zu schildern.
1676 konnte Löher dann sein Werk Hochnötige Unterthanige Wemütige Klage Der Frommen Unschültigen endlich veröffentlichen.
Darin enthalten ist die Schrift von Michael Stappert (Michael Stapirius) zu Hexenprozessen und Beschreibungen des Wirkens des Hexenrichters Heinrich Schultheiß.
Zwei Jahre später starb Hermann Löher im Alter von 83 Jahren in Amsterdam.

## Rehabilitierung der Opfer der Hexenprozesse
Ein Gedenkstein für Hermann Löher und seinen Vater Gerhard befindet sich auf dem St.- Martin-Friedhof in Rheinbach. Er wurde am 30. April 1685 von Hermanns Sohn Bartholomäus errichtet.
Im Jahre 1905 beschloss die Stadtverordnetenversammlung in Rheinbach, Hermann Löher und dem als Zauberer ermordeten Vogt Dr. Andreas Schweigel jeweils eine Straße zu widmen.
Aufgrund der Angaben des Augenzeugen Hermann Löher beschloss der Rat der Stadt Rheinbach am 11. Juni 2012 die Rehabilitierung der Opfer der lokalen Hexenprozesse.

## Werke
- Die Wehmütige Klage der frommen Unschuldigen: ein Schöffe kritisiert die Hexenjagd. Nix, Hoffeld 1997, Reihe ZEITGEISTSTUDIEN Nr. 7, ISBN 3-9803297-7-1 (Übertragung aus dem Frühneuhochdeutschen der Ausgabe Amsterdam 1676)